# ربيعة بن معاوية
ربيعة بن معاوية آل ثور هو ملك كِندة وقحطان في فترة حكم الملك السبئي شاعر أوتر (210 - 230 م).

## المصدر التاريخي
يتحدث الملك السبئي شاعر أوتر في نقش (DAI Barʾān 2000-1) عن حملة عسكرية شنها على عدد من المناطق في اليمن وخارجها، ومن ضمنها «قرية الفاو»، نتج عنها إنتصاره في المعركة وأسر ملك كِندة وقحطان ربيعة بن معاوية آل ثور وجلبه معه إلى صنعاء، ويعتقد إن سبب الحملة العسكرية هي تمرد كِندة والقبائل التابعة لها على مملكة سبأ - التي تربطها بها مصالح اقتصادية -، وكذلك تعرضها لقوافلها، بتحريض من الأحباش في تهامة اليمن، وذلك في محاولة منها للخروج من السيطرة السبئية.

## النقش
النص: الوارد في الصورة المقابلة. المعنى:
1- شاعر أوتر ملك سبأ وذي
۲- ريدان بن علهان نهفان ملك
۳- سبأ قدم (للمعبود) المقة سيد (المعبد) مسكة ويثو برآن
4- تمثالا من البرونز ……
5- و..... الغنائم التي استباحها من قرية ذات كهل
6- عندما غزا خولان والأشاعر ويرفأ وذخران
7- وبعض اتحاد قبائل (سكان) سهرتان وكندة وقرية
8- وقتل من القبائل المذكورة (عدداً كبيراً من القتلى (وأخذ كثيراً من الأسرى
۹- وأحضر ربيعة بن معاوية ذو آل ثور
10- ملك كندة وقحطان إلى مدينة صنعاء